# Nicolas Richard (écrivain)
Ne doit pas être confondu avec Nicolas Richard (réalisateur).
Œuvres principales
- Les Soniques

Nicolas Richard, né le 10 janvier 1963 à Bois-Colombes, est un traducteur et écrivain français.

## Biographie
Nicolas Richard est né le 10 janvier 1963 à Bois-Colombes (France). Il étudie au lycée Voltaire d'Orléans, puis à l'École supérieure de commerce de Lyon (aujourd'hui EM Lyon). Sa biographie officieuse, tant par le collectif Inculte dont il est membre que par la Société des gens de lettres, indique qu'il a « posé nu pour des étudiantes, retapé des appartements à Brooklyn, fait la vaisselle à Bâle, été bûcheron dans le Valais et manager de groupes de rock ».
Nicolas Richard traduit de l'anglais et de l'anglais américain vers le français depuis 1990.
Il a été l'un des premiers participants, avec Charles Recoursé, aux joutes de traduction organisées par l'ATLF pour la première fois en France, en 2014.
Bien qu'il indique « ne pas rechercher la difficulté pour la difficulté », il est régulièrement chargé de traductions réputées particulièrement délicates, que ce soit pour Russell Hoban, Thomas Pynchon, William Kotzwinkle ou Woody Allen, pour n'en citer que quelques-unes. Il a également traduit en français les dialogues du film Inglourious Basterds de Quentin Tarantino.
Il a obtenu le prix Maurice-Edgar Coindreau de la SGDL en 2013 pour sa traduction du Riddley Walker de Russell Hoban, sous le titre de Enig Marcheur, aux éditions Monsieur Toussaint Louverture.

## Œuvres

### Romans, traités et nouvelles
- Les Cailloux sacrés, roman, Flammarion, 2002[10]
- Week-end en couple avec handicap, nouvelles, Les Petits Matins, 2005
- Les Soniques, traité, Inculte, 2009 (sous le pseudonyme de Niccolo Ricardo, avec le musicien Kid Loco lui-même sous le pseudonyme de Caius Locus)[11]
- La Dissipation, roman d'espionnage, Inculte Dernière Marge, 2018[12]
- Par instants, le sol penche bizarrement  - Carnets d'un traducteur, récit et essai, Robert Laffont, 2021
- La Chanteuse aux trois maris, Inculte, 2024

### Principales traductions
- Stephen Dixon, Ordures, Jacob Duvernet, 1992 (Garbage, 1988).
- Harry Crews, La Foire aux serpents, Gallimard, coll. « Série noire », 1994 (A Feast of Snakes, 1976).
- James Crumley, Le Canard siffleur mexicain, Gallimard, coll. « La Noire », 1994 (The Mexican Tree Duck, 1993).
- Stephen Dixon, Pour faire court, Balland, 1995 (Long Made Short, 1994).
- Richard Brautigan, Journal japonais, Le Castor astral, 2003 (June 30th, June 30th, 1978).
- Harry Crews, Des savons pour la vie, Gallimard, coll. « Série noire », 2004 (The Mulching of America, 1995).
- Nick Hornby, Vous descendez ?, Plon, 2005 (A Long Way Down, 2005).
- Richard Powers, Le Temps où nous chantions, Le Cherche Midi, coll. « Lot 49 », 2005 (The Time of Our Singing, 2003).
- Hunter S. Thompson, Gonzo Highway, Robert Laffont, coll. « Pavillons », 2005 (extraits inédits de sa correspondance).
- Stewart O'Nan, Le Pays des ténèbres, L'Olivier, 2006 (The Night Country, 2003).
- Rebecca Pawel, Le Disparu de Salamanque, Liana Lévi, 2006 (Law of Return, 2004).
- Rob Roberge, Panne sèche, Gallimard, coll. « Série noire », 2006 (More Than They Could Chew, 2005).
- Woody Allen, L'erreur est humaine, Flammarion, 2007 (Mere Anarchy, 2007).
- Haroon Moghul, Comment j'ai échappé à l'ordre de la Lumière, 2007 (The Order of Light, 2006).
- Jim Dodge, Stone Junction, Le Cherche Midi, coll. « Lot 49 », 2008 (Stone Junction, 1990).
- Miranda July, Un bref instant de romantisme, Flammarion, 2008 (No One Belongs Here More Than You, 2007).
- William Kotzwinkle, Fan Man, Cambourakis, 2008 (The Fan Man, 1974).
- David Lynch, Mon histoire vraie - Méditation, Conscience et Créativité, Sonatine, 2008 (Catching the Big Fish: Meditation, Consciousness and Creativity, 2006).
- Al Pacino et Lawrence Grobel, Al Pacino, Sonatine, 2008 (Al Pacino: The Authorized Biography, 2006).
- Rabih Alameddine, Hakawati, Flammarion, 2009 (The Hakawati, 2008).
- Paul Beatty, Slumberland, Seuil, 2009 (Slumberland, 2008).
- Jo-Ann Goodwin, SweetHearts Club, Flammarion, 2009 (Sweet Gum, 2006).
- David Sedaris, Je suis très à cheval sur les principes, L'Olivier, 2009 (When You Are Engulfed in Flames, 2008).
- Mark Blake, Qu'en pense Keith Richards ?, Sonatine, 2010 (Stone Me: The Wit & Wisdom of Keith Richards, 2008).
- Nick Cave, Mort de Bunny Munro, Flammarion, 2010 (The Death of Bunny Munro, 2009).
- Thomas Pynchon, Vice caché, Seuil, 2010 (Inherent Vice, 2009).
- Mick Brown (trad. de l'anglais par Nicolas Richard), Phil Spector, le mur de son [« Tearing Down the Wall of Sound: The Rise and Fall of Phil Spector »], Paris, Sonatine, 2010, 756 p. (ISBN 978-2-35584-034-0)
- David Ohle, Motorman, Cambourakis, 2011 (Motorman, 1972).
- Tom Drury, La Contrée immobile, Cambourakis, 2012 (The Driftless Area, 2006).
- Russell Hoban, Enig Marcheur, Monsieur Toussaint Louverture, 2012 (Riddley Walker, 1980).
- Charlie Smith, Contretemps, Gallimard, 2012 (Three Delays, 2010).
- Sam Byers, Idiopathie : Un roman d'amour, de narcissisme et de vaches en souffrance, Seuil, 2013 (Idiopathy, 2013).
- Tom Drury, La Fin du vandalisme, Cambourakis, 2013 (The End of Vandalism, 1994).
- Miranda July, Il vous choisit, Flammarion, 2013 (It Chooses You, 2011).
- Keith Abbott, Brautigan - Un rêveur à Babylone, Cambourakis, 2014 (Downstream from Trout Fishing in America, 1989).
- Woody Guthrie, La Maison de terre, Flammarion, 2014 (House of Earth, 1947, 2013).
- Thomas Pynchon, Fonds perdus, Seuil, 2014 (Bleeding Edge, 2013).
- Tom Drury, Les Fantômes voyageurs, Cambourakis, 2015 (Hunts in Dreams, 2000).
- Rabih Alameddine, Les Vies de papier, Les Escales, 2016 (An Unnecessary Woman, 2014) – prix Femina étranger 2016.
- Richard Brautigan, C'est tout ce que j'ai à déclarer - Poésie complète, Le Castor Astral, 2016.
- Patti Smith, M Train, Gallimard, 2016 (M Train, 2015).
- Adam Thirlwell, Candide et lubrique, L'Olivier, 2016 (Lurid & Cute, 2015).
- Truman Capote, Mademoiselle belle, Grasset, (2016)
- Bruce Springsteen (trad. de l'anglais), Born to run, Paris, Éditions Albin Michel, coll. « A.M. BIOG.MEM. » (1re éd. 2016), 640 p. (ISBN 978-2-226-32502-0).

- Coup de Cœur Parole Enregistrée et Documents Sonores 2017 de l’Académie Charles Cros.
- Mike McCormack, D'os et de lumière, Grasset, (2019)
- Quentin Tarantino, Il était une fois à Hollywood, Fayard (2021)
- Garth Greenwell, Pureté, Grasset (2021)[14]
- Anthony Appiah, Repenser l'identité: ces mensonges qui unissent, Grasset (2021)
- Al Pacino, Sonny Boy : Mémoires [« Sonny Boy: A Memoir »], Paris, Éditions du Seuil, 2024, 379 p. (ISBN 978-2-02-155480-9)[15]